# Brandkatastrophe in Kemerowo

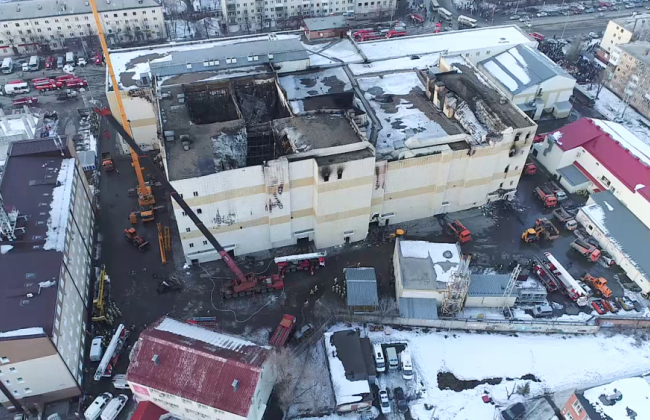
Gebäudekomplex nach dem Brand

Die Brandkatastrophe in Kemerowo ereignete sich am 25. März 2018 um 14 Uhr Ortszeit im Einkaufs- und Erlebniszentrum Simnjaja wischnja (russisch Зимняя вишня ‚Winterkirsche‘) der russischen Stadt Kemerowo in West-Sibirien.
Bei dem Großbrand kamen mindestens 64 Menschen ums Leben, darunter 41 Kinder. Russland ordnete für den 28. März 2018 eine eintägige Staatstrauer an.

## Brandursache und Verlauf

Plan des 4. Stocks des Einkaufszentrums

Das Feuer brach im vierten Stock in der Beleuchtung über dem Kugelbad der Kinderspielecke aus, offensichtlich durch einen durch keine Sicherung gestoppten Kurzschluss bei einer LED-Lampe, welcher seinerseits durch eindringendes Schmelzwasser vom Dach verursacht wurde. Das Feuer breitete sich aufgrund der Plastikverkleidung sehr rasch aus und erfasste nach kurzer Zeit eine Fläche von rund 1600 Quadratmetern. Beim Brand verbreitete sich der Rauch insbesondere auch über die Spielecke.
Das Einkaufszentrum war früher eine Süßwarenfabrik, die umgebaut und seit 2013 als Einkaufszentrum genutzt wurde. In den drei eingebauten Kinos und den Sälen mit Spielautomaten gab es keine Sprinkleranlage und keine Notausgänge. Bei Ausbruch des Brandes wurde kein Feueralarm ausgelöst. Laut Ermittlern war der Feueralarm defekt, waren Notausgänge blockiert und verließ Sicherheitspersonal, das eigentlich bei der Evakuierung helfen sollte, rasch das brennende Einkaufszentrum. Als Besucher ein Kino verlassen wollten, waren die Türen blockiert. Als Ursache für die Brandkatastrophe wurde von offizieller Seite in den ersten Reaktionen Fahrlässigkeit genannt.
Bekannt ist, dass man in Russland mit Zahlung von Geld Brandschutzauflagen umgehen kann. Besonders im Bereich des Brandschutzes ist Korruption weit verbreitet. Laut Untersuchung waren jedoch auch weitere elektrische Installationen im Gebäude mangelhaft und gefährlich ausgeführt gewesen.
Die Gebäude wurden nach dem Brand abgerissen.

## Tag der Trauer in Russland
In ganz Russland gedachten die Menschen am 28. März 2018 der Opfer der Brandkatastrophe; Fahnen wurden auf halbmast gesetzt und Unterhaltungsveranstaltungen abgesagt. In der Region Kemerowo wurden an diesem Tag die ersten Toten beerdigt, darunter eine Lehrerin, die viele Kinder aus dem Feuer gerettet hatte.

## Protestkundgebungen
Bereits am 27. März 2018, einen Tag vor dem Staatstrauertag, begann in der Region Kemerowo eine dreitägige Trauerzeit. Hunderte Menschen demonstrierten an diesem Tag in der Stadt Kemerowo gegen Korruption, die Verletzung von Sicherheitsvorschriften, das Nichtfunktionieren der Alarmanlage und die ungenügende Zahl von Feuerwehrleuten. Die Proteste richteten sich auch gegen den Regionalgouverneur Aman Tulejew, der, obwohl er selbst seine Nichte in dem Großfeuer verloren hatte, den Ort der Katastrophe nicht aufsuchte. Die Demonstranten forderten den Rücktritt des Gouverneurs.

## Offizielle Reaktionen
Zwei Tage nach der Brandkatastrophe reiste Russlands Staatspräsident Wladimir Putin nach Kemerowo. Staatsanwälte hatten zuvor bereits die Überprüfung der Sicherheitseinrichtungen in allen Shoppingcentern mit Freizeiteinrichtungen im Land angeordnet.
Via Video auf der Website der Verwaltung der Region Kemerowo gab ihr langjähriger Gouverneur, Aman Tulejew, seinen Rücktritt bekannt.

## Strafrechtliche Verfolgung
Die zuständigen Behörden ermitteln wegen des Verdachts auf fahrlässige Tötung, Missachtung von Brandschutzvorschriften und des Anbietens unsicherer Dienstleistungen. Unter diesem Verdacht wurden bisher fünf Verdächtige festgenommen. Ein Gericht entschied am 29. März 2018, dass der Chef des Unternehmens, das das Einkaufszentrum verwaltet, und ein Wachmann bis zum 25. Mai 2018 im Gewahrsam bleiben.